# 斯波坎克里克 (蒙大拿州)
斯波坎克里克（英語：Spokane Creek）是位於美國蒙大拿州布羅德沃特縣的普查規定居民點。

## 人口
根據2020年美國人口普查的數據，斯波坎克里克的面積為44.79平方千米，皆為陸地。當地共有人口430人，而人口密度為每平方千米9.6人。